# 향쑥
향쑥(Artemisia absinthium) 또는 쓴쑥은 국화과에 속하는 여러해살이풀로 유럽이 원산지이다. 높이는 1m 정도이고, 잎에는 작고 하얀 털이 나 있는데 특이한 향기가 난다. 잎과 꽃이 필 때의 가지 끝을 강장제·강심제·해열제·구충제로 사용하며, 압생트라는 양주를 담그는 데 이용하기도 한다.

## 참고 자료
- 이 문서에는 다음커뮤니케이션(현 카카오)에서 GFDL 또는 CC-SA 라이선스로 배포한 글로벌 세계대백과사전의 내용을 기초로 작성된 글이 포함되어 있습니다.